# Opuntia repens
Opuntia repens ist eine Pflanzenart in der Gattung der Opuntien (Opuntia) aus der Familie der Kakteengewächse (Cactaceae). Das Artepitheton repens stammt aus dem Lateinischen und bedeutet ‚kriechend‘.

## Beschreibung
Opuntia repens wächst niedrig strauchig mit aufrechten oder aufsteigenden Zweigen, ist reich verzweigt und bildet Klumpen mit Wuchshöhen von bis zu 50 Zentimeter und Durchmessern von 4 Metern. Die grünen bis olivgrünen, kahlen oder flaumigen, stark abgeflachten, länglichen bis linealischen Triebabschnitte sind 5 bis 16 Zentimeter lang und bis zu 3,5 Zentimeter breit. Die nicht erhabenen Areolen stehen 1 bis 1,5 Zentimeter voneinander entfernt. Ihre gelblich braunen Glochiden sind bis zu 3 Millimeter lang. Die drei bis sechs nadeligen, gelblich braunen Dornen werden im Alter weißlich. Sie sind bis zu 4 Zentimeter lang.
Die Blüten sind gelb und erreichen einen Durchmesser von bis zu 4 Zentimeter. Die roten Früchte sind 2 bis 3 Zentimeter lang.

## Verbreitung, Systematik und Gefährdung
Opuntia repens ist auf Puerto Rico und benachbarten Karibikinseln an 10 bis 12 bekannten Standorten verbreitet.
Die Erstbeschreibung durch Domingo Bello y Espinosa wurde 1881 veröffentlicht.
In der Roten Liste gefährdeter Arten der IUCN wird die Art als „Least Concern (LC)“, d. h. als nicht gefährdet geführt. Die zukünftige Entwicklung der Populationen ist unbekannt.

## Nachweise